# カマツカ (魚)
カマツカ（鎌柄、䱅 ()、Pseudogobio esocinus）は、コイ目 コイ科 カマツカ亜科の魚類の一種。カマツカという言葉には、日本産カマツカ属（カマツカ、スナゴカマツカ、ナガレカマツカの3種の総称）としての意味もある。

## 分布
日本では愛知県・富山県以西の本州、四国、九州、下島 (天草諸島)、壱岐に分布する（壱岐では絶滅か？）。国外では朝鮮半島や中国北部などに分布している。ただし、大陸の集団は遺伝的に複数集団に分かれることや、日本の集団とは別種である可能性などが指摘されている。また、琵琶湖の集団は、体形が細い傾向があり、亜種の可能性がある。
また、カマツカという言葉が日本産カマツカ属全般の淡水魚を指す場合、日本の本州（北限は岩手県北上川水系まで、青森、秋田県の一部に移植による分布）、四国、九州、下島 (天草諸島)、壱岐、朝鮮半島や中国北部などが、分布域となる。

## 形態
体長15 - 20センチメートルほどの細長い体と、長く下に尖った吻が特徴。吻の下には1対の口ひげがある。口ひげは眼の先端を超えない。口は吻の下側につく。口唇には多数の乳頭突起がある。眼の前には黒色の紋が入る。体側および背面には黒色の円形の紋および多数の小斑点を有す。この斑紋は輪郭がぼやけ連続する。肛門 - 臀鰭起点間の鱗数は12 - 16で最頻値は14。胸鰭軟条数は、12 - 16本で最頻値は14。

## 生態
主に河川の中流・下流域や湖沼の砂底に生息し、水生昆虫などの底性の小動物や有機物を底砂ごと口から吸い込み、同時に砂だけを鰓蓋から吐き出しながら捕食する。繁殖期は春から初夏にかけてである。
おとなしく臆病な性質で、驚いたり外敵が現れたりすると、底砂の中に潜り、目だけを出して身を隠す習性があることから「スナホリ」・「スナムグリ」・「スナモグリ」など、また生態が海水魚のキスに似ていることから「カワギス」など、また鰓蓋から勢いよく砂を吐き出す仕草から「スナフキ」という別名もある（尚、本種とは別に、一回り小柄なツチフキという魚も存在する ）。

## 利用

### 食用
カマツカは美味な白身の食用魚としても知られ、日本での主な調理法は塩焼きや甘露煮、天ぷらなどである。なお、体長20センチメートル近くの大きな個体については刺身でも食べられると言われているが、淡水魚には寄生虫の危険がついて回るため、生食は避けたほうが無難である。朝鮮半島では「モレムジ」（모래무지、「砂潜り」の意）と呼ばれ、全州市などでは辛口のスープで煮立てたオモガリタンという料理の材料にもされる。

### ペット
また、その愛嬌のある外見や仕草・習性から、観賞魚として、または熱帯魚や金魚水槽の底砂掃除係（タンクメイト）としてカマツカを飼育している人も多い。但し、水質の変化に敏感な上（きれいな水質を好むため、こまめな水替えが必要）、臆病で神経質な性格のため、安定した長期の飼育にはある程度の知識と経験が必要である。他の魚と同じ水槽で飼育する場合、本種まで餌が行きわたらないことがあるので、十分注意する必要がある。

## 分類
本種は日本に生息する集団が、高校教師である富永教諭によって3種に分類された。富永教諭は、関西学院高等部在学時に、京都府の農業用水路で取れる「カマツカ」に顔つきや体形が異なる2タイプがあることに気づき、関西学院大学理工学部で分子生物学を学んだ後、京都大学大学院理学研究科に進学。そして、全国の「カマツカ」を調べ、遺伝的に3集団が存在することを特定する。「カマツカ」の基準となるタイプ標本は江戸時代にシーボルトが日本から持ち帰ったもので、現在は、オランダの自然史博物館（ナチュラリス生物多様性センター）に所蔵されている。この「カマツカ」のタイプ標本と見比べるなどして、形態的にこの3集団がことなることを発見した（その詳細はスナゴカマツカ、ナガレカマツカの記事に記載されている）。2019年に、カマツカ、スナゴカマツカ、ナガレカマツカの3種が発表された。このとき、カマツカも種の情報が変更されたため、再記載された。